# 熱誠真摯
熱誠真摯，是日本純種競賽馬匹。生涯活躍於中距離賽事，曾勝出2011年寶塚紀念。

## 出賽前
2005年5月17日出生於北海道新冠町North Hills Management（今North Hills），所有權直接歸於牧場負責人前田幸治旗下。
其後交由栗東訓練中心練馬師佐佐木晶三訓練。

## 競賽生涯

### 2歲
2007年7月8月出戰阪神競馬場2歲新馬戰，比賽途中成功進佔有利位置，進入直路後貼欄加速突擊之下成功衝出，以2馬位優勢取得首勝。順帶一提，本場比賽亞軍爲日後阪神兩歲牝馬錦標及優駿牝馬（日本橡樹大賽）冠軍出類拔萃，第三爲來年新山紀念冠軍夢之兆，而第八則爲下年度皋月賞冠軍北國隊長，由於本場新馬戰當中有四匹未來的分級賽優勝者，當中三匹更將奪得一級賽優勝，因而被稱謂異常豪華的新馬戰。
其後進入放草，陣營原定以條件戰黃菊賞及公開賽京都兩歲錦標作爲目標，然而因於放草期間確診骨膜炎而進入長期休養。

### 3歲
2008年3月15日於3歲500萬獎金以下條件戰復出，面對前1000米63.8秒的超慢步速下，其未能於直路上衝出，最終僅以第三完賽。
賽後陣營原定安排其出戰杜鵑花賞，然而其扭傷右腰椎下再度需要休養，因而跳過整個春季生涯。
復出後其仍然以條件戰鬥作爲主軸，出戰四場比賽之下取得兩冠一亞的優秀戰績。

### 4歲
2009年年初繼續出戰條件戰，於松籟錦標及御堂筋錦標中分別取得第三及第一，使其得以晉級公開組別。
3月28日出戰日經賞，縱然爲其首次出戰分級賽，但其仍然獲得低曳人氣。比賽開始後，其保持於前方位置展開推進，然而進入直路後未能保持速度，最終些微失速之下僅以第四完賽。
其後於春季餘下時間出戰新潟大賞典及葉森盃，但均於其中無法進一步加速衝出，最終分別以第五及第十落敗。
放草後於10月10日降級出戰條件戰大原錦標，採用先行戰術下成功於直路衝出拋離對手，最終拉開後方的超微粒子 3 1/2馬位輕鬆獲勝。
11月8日出戰阿根廷共和國盃，由於主戰騎師佐藤哲三被罰停賽，因而由松岡正海代打策騎。比賽開始後，其處於第二的位置一直追趕領放的Miyabi Ranveli推進，並於進入直路後一度迫近對手甚至和對手平頭。然而直路中段於其稍爲力弱之下，其無法阻止對方一放到底，最終以1馬位差距落敗。
其後出戰中日新聞盃，比賽初段選擇擅長的先頭戰術下不斷於直路上加速，最終成功於終點線前超越一直領先的Dream Sunday，以1/2馬位優勢取得首個分級賽冠軍。

### 5歲
2010年年初其原定打算遵從上年度訂立之中京紀念接戰產經大阪盃的計劃，然而於訓練途中被發現右前腳馬蹄有損傷之下導致計劃被擱置。
5月29日其於金鯱賞復出，雖然本次比賽爲其時隔5個月再度出賽，但仍然獲得第一人氣。比賽開始後，其跟隨領放馬Dream Sunday所做出的前1000米61.0秒的慢步速於第二的位置推進，並於比賽途中一直維持此節奏。進入直路後，其隨即加速超越前方的Dream Sunday進入獨走狀態，最終拉開對手1 1/4馬位再度取得冠軍。

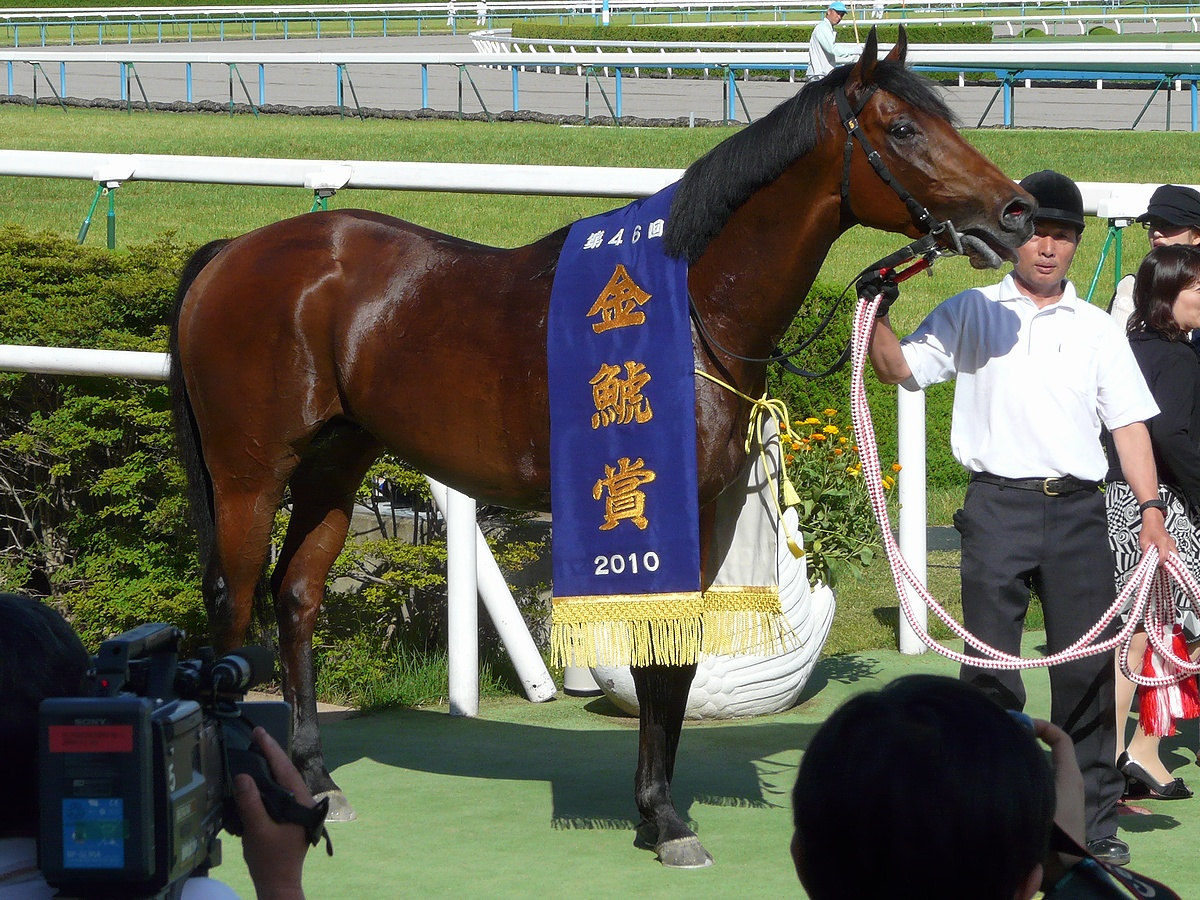
金鯱賞頒獎儀式

其後乘勢出戰寶塚紀念，賽前僅落後於迷人景致及網絡電郵取得第三人氣。比賽開始後，前方由奈村新月帶出，以熱誠真摯則於第二的位置推進。進入直路後，其再次以主動的方式加速超越奈村新月取得領先，隨後和內欄位置的迷人景致展開一番激烈的纏鬥。然而於最後100米，外檔以凌厲勢頭加速中山慶典瞬間超越正在爭奪位置的兩駒，以熱誠真摯亦於無法戰勝迷人景致的情況下被對手透出，最終以第三完賽。
8月22日出戰札幌紀念，比賽初段繼續採取先行戰術於約莫第三的位置推進，進入直路後由外檔逐步加速並於中段取得領先，最終成功以1 3/4馬位優勢取得冠軍。

### 6歲
2011年5月28日出戰金鯱賞作爲年度首戰，然而受到大爛地的影響無法最大程度保持速度，最終敗於統治地位及北國隊長取得第三。
其後出戰寶塚紀念，由於其近戰戰績不佳且由傷病的疑慮，因而於賽前僅獲第六人氣。比賽開始後，前方繼續由典型的領放馬奈村新月帶出，而熱誠真摯則於第二的位置展開推進。進入直路後，其隨即以優秀的反應加速超越奈村新月取得領先，及後繼續保持速度下成功切斷後方迷人景致及榮進閃耀的追擊，最終以破紀錄的2分10.1秒時間及半爆冷的方式取得首個一級賽冠軍，亦達成了父子制霸。

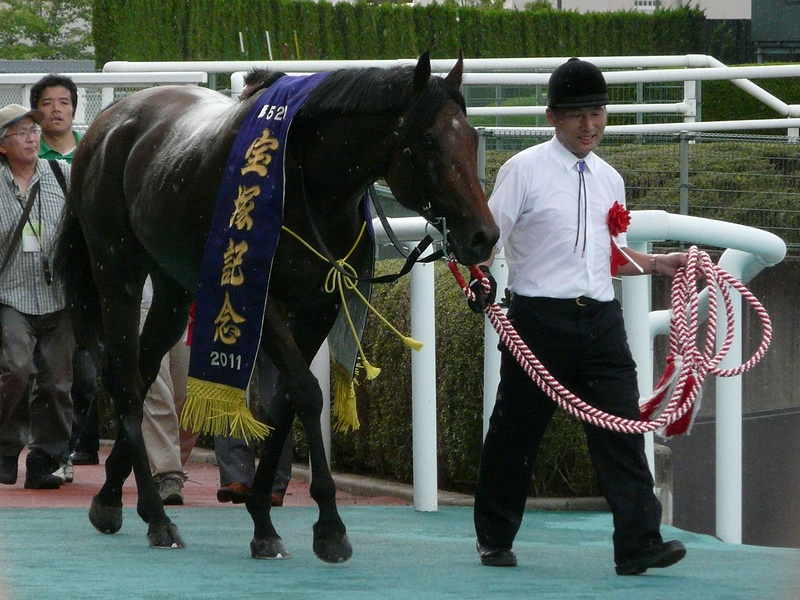
寶塚紀念頒獎儀式

贏得寶塚紀念後，其原定以札幌紀念作爲下一場比賽，然而左前腳球節輕微扭傷後選擇避戰，轉戰賽程較後的產經賞。比賽開始後，其再度以先行戰術搭配直路上的衝刺，成功阻止後方Gestalt的追擊，最終以1 1/2馬位優勢再度奪得冠軍。
然而其後出戰秋季天皇賞及有馬紀念均於其中失速，最終分別以第十四及第十大敗。

### 7歲
進入2012年，7歲的熱誠真摯仍然現役，可惜水準下滑之下未能奪得任何賽事的勝利，最佳戰績爲於鳴尾紀念取得第五。
12月於有馬紀念取得第十一後，陣營決定安排其退役，並於2013年1月9日取消日本中央競馬會的賽駒註冊。

### 詳細賽績
| 日期       | 舉辦國家 | 馬場 | 距離   | 級別 | 賽事名稱             | 負重 | 騎師     | 馬號 | 出馬 | 名次 | 時間   | 頭馬（二馬）        |
| ---------- | -------- | ---- | ------ | ---- | -------------------- | ---- | -------- | ---- | ---- | ---- | ------ | ------------------- |
| 8/7/2007   | 日本     | 阪神 | 草1800 |      | 2歲新馬              | 54   | 佐藤哲三 | 5    | 15   | 1    | 1:48.7 | （出類拔萃）        |
| 15/3/2008  | 日本     | 阪神 | 草2200 |      | 3歲500萬獎金以下     | 56   | 佐藤哲三 | 7    | 12   | 3    | 2:17.4 | Dream Cube          |
| 31/8/2008  | 日本     | 札幌 | 草2000 |      | 知床特別             | 54   | 三浦皇成 | 8    | 16   | 5    | 2:01.6 | Meiner Starry       |
| 21/9/2008  | 日本     | 札幌 | 草2000 |      | 3歲以上500萬獎金以下 | 53   | 三浦皇成 | 2    | 14   | 1    | 2:02.0 | （Vigile）          |
| 26/10/2008 | 日本     | 京都 | 草2000 |      | 北野特別             | 55   | 佐藤哲三 | 1    | 14   | 1    | 2:00.8 | （Tagano Erushiko） |
| 24/11/2008 | 日本     | 京都 | 草2000 |      | 修學院錦標           | 54   | 佐藤哲三 | 8    | 15   | 2    | 2:01.4 | Tagano Valeo        |
| 1/2/2009   | 日本     | 京都 | 草2400 |      | 松籟錦標             | 56   | 佐藤哲三 | 3    | 12   | 3    | 2:28.4 | Hagino Joyful       |
| 29/2/2009  | 日本     | 阪神 | 草2400 |      | 御堂筋錦標           | 56   | 佐藤哲三 | 7    | 13   | 1    | 2:28.2 | （奈村新月）        |
| 28/3/2009  | 日本     | 中山 | 草2500 | GII  | 日經賞               | 56   | 佐藤哲三 | 9    | 14   | 4    | 2:32.3 | Al Nasrain          |
| 10/5/2009  | 日本     | 新潟 | 草2000 | GIII | 新潟大賞典           | 55   | 佐藤哲三 | 13   | 16   | 5    | 1:57.7 | 信玄靈駒            |
| 14/6/2009  | 日本     | 東京 | 草1800 | GIII | 葉森盃               | 56   | 佐藤哲三 | 4    | 18   | 10   | 1:46.7 | 信玄靈駒            |
| 10/10/2009 | 日本     | 京都 | 草2000 |      | 大原錦標             | 57   | 佐藤哲三 | 9    | 16   | 1    | 1:58.0 | （超微粒子）        |
| 8/11/2009  | 日本     | 東京 | 草2500 | GII  | 阿根廷共和國盃       | 55   | 松岡正海 | 8    | 18   | 2    | 2:31.1 | Miyabi Ranveli      |
| 12/12/2009 | 日本     | 中京 | 草2000 | GIII | 中日新聞盃           | 56   | 佐藤哲三 | 7    | 15   | 1    | 1:57.4 | （Dream Sunday）    |
| 29/5/2010  | 日本     | 京都 | 草2000 | GII  | 金鯱賞               | 57   | 佐藤哲三 | 5    | 14   | 1    | 1:59.5 | （Dream Sunday）    |
| 27/6/2010  | 日本     | 阪神 | 草2200 | GI   | 寶塚紀念             | 58   | 佐藤哲三 | 2    | 18   | 3    | 2:13.2 | 中山慶典            |
| 22/8/2010  | 日本     | 札幌 | 草2000 | GII  | 札幌紀念             | 57   | 佐藤哲三 | 6    | 16   | 1    | 1:59.4 | （宇宙無極）        |
| 31/10/2010 | 日本     | 東京 | 草2000 | GI   | 秋季天皇賞           | 57   | 佐藤哲三 | 12   | 18   | 3    | 1:58.7 | 迷人景致            |
| 28/5/2011  | 日本     | 京都 | 草2000 | GII  | 金鯱賞               | 58   | 佐藤哲三 | 9    | 16   | 3    | 2:02.9 | 統治地位            |
| 26/6/2011  | 日本     | 阪神 | 草2200 | GI   | 寶塚紀念             | 58   | 佐藤哲三 | 2    | 16   | 1    | 2:10.1 | （迷人景致）        |
| 25/9/2011  | 日本     | 中山 | 草2200 | GII  | 產經賞               | 59   | 佐藤哲三 | 7    | 9    | 1    | 2:11.2 | （Gestalt）         |
| 30/10/2011 | 日本     | 東京 | 草2000 | GI   | 秋季天皇賞           | 58   | 佐藤哲三 | 18   | 18   | 14   | 1:58.6 | 東瀛佐敦            |
| 25/12/2011 | 日本     | 中山 | 草2500 | GI   | 有馬紀念             | 57   | 佐藤哲三 | 12   | 13   | 10   | 2:36.6 | 黃金巨匠            |
| 1/4/2012   | 日本     | 阪神 | 草2000 | GII  | 產經大阪盃           | 58   | 佐藤哲三 | 9    | 12   | 6    | 2:06.0 | 湘南聲威            |
| 2/6/2012   | 日本     | 阪神 | 草2000 | GIII | 鳴尾紀念             | 58   | 佐藤哲三 | 1    | 10   | 5    | 2:00.8 | 邁向輝煌            |
| 24/6/2012  | 日本     | 阪神 | 草2200 | GI   | 寶塚紀念             | 58   | 佐藤哲三 | 8    | 16   | 7    | 2:13.2 | 黃金巨匠            |
| 28/10/2012 | 日本     | 東京 | 草2000 | GI   | 秋季天皇賞           | 58   | 佐藤哲三 | 7    | 18   | 11   | 1:58.3 | 榮進閃耀            |
| 1/12/2012  | 日本     | 中京 | 草2000 | GII  | 金鯱賞               | 57   | 吉田隼人 | 8    | 12   | 10   | 2:01.4 | 碧藍海洋            |
| 23/12/2012 | 日本     | 中山 | 草2500 | GI   | 有馬紀念             | 57   | 福永祐一 | 4    | 16   | 11   | 2:33.5 | 黃金船              |

## 退役後
退役後，熱誠真摯成爲了配種馬，於北海道日高町育馬者Stallion Station休養，在2013年進行配種，首批子嗣於2014年出生。首批子嗣可於2016年出賽。
2015年10月10日被轉移至北海道新日高町Arrow Stud，於2016年在此地繼續進行配種工作。
2019年11月15日由配種馬退役，前往北海道新冠町North Hills以功勞馬身份進行養老生活。

## 血統簡介
父系草上飛爲美國生產的日本賽駒，生涯戰績優秀，曾勝出朝日盃三歲錦標及寶塚紀念，亦曾連霸有馬紀念。祖父Silver Hawk爲美國生產的愛爾蘭賽駒，生涯戰績不俗，曾勝出三級賽卡拉芬錦標，亦於一級賽愛爾蘭打吡及葉森打吡分別取得亞軍及季軍。
母系Lettre d'Amour爲日本賽駒，生涯戰績不佳僅勝出三場賽事。外祖父爲愛爾蘭生產的意大利賽駒東來兵，曾勝出凱旋門大賽，退役後於日本配種，和週日寧靜及百仁時間被一同稱爲改變日本賽馬的三匹種馬。

### 血統表
| 父線：雷弼圖系（Hail to Reason系）     |                            |                |                |
| 種馬 草上飛 1995年（栗色）             | Silver Hawk 1979年（棗色） | 雷弼圖         | Hail to Reason |
| 種馬 草上飛 1995年（栗色）             | Silver Hawk 1979年（棗色） | 雷弼圖         | Bramalea       |
| 種馬 草上飛 1995年（栗色）             | Silver Hawk 1979年（棗色） | Gris Vitesse   | Amerigo        |
| 種馬 草上飛 1995年（栗色）             | Silver Hawk 1979年（棗色） | Gris Vitesse   | Matchiche      |
| 種馬 草上飛 1995年（栗色）             | Ameriflora 1989年（棗色）  | 單色           | 北地舞人       |
| 種馬 草上飛 1995年（栗色）             | Ameriflora 1989年（棗色）  | 單色           | Pas de Nom     |
| 種馬 草上飛 1995年（栗色）             | Ameriflora 1989年（棗色）  | Graceful Touch | His Majesty    |
| 種馬 草上飛 1995年（栗色）             | Ameriflora 1989年（棗色）  | Graceful Touch | Pi Phi Gal     |
| 繁殖雌馬 Lettre d'Amour 1994年（棗色） | 東來兵 1983年（棗色）      | Kampala        | Kalamoun       |
| 繁殖雌馬 Lettre d'Amour 1994年（棗色） | 東來兵 1983年（棗色）      | Kampala        | State Pension  |
| 繁殖雌馬 Lettre d'Amour 1994年（棗色） | 東來兵 1983年（棗色）      | Severn Bridge  | Hornbeam       |
| 繁殖雌馬 Lettre d'Amour 1994年（棗色） | 東來兵 1983年（棗色）      | Severn Bridge  | Priddy Fair    |
| 繁殖雌馬 Lettre d'Amour 1994年（棗色） | Dyna China                 | 北方風味       | 北地舞人       |
| 繁殖雌馬 Lettre d'Amour 1994年（棗色） | Dyna China                 | 北方風味       | Lady Victoria  |
| 繁殖雌馬 Lettre d'Amour 1994年（棗色） | Dyna China                 | Ascot Lap      | El Centauro    |
| 繁殖雌馬 Lettre d'Amour 1994年（棗色） | Dyna China                 | Ascot Lap      | Deepdene       |
| 雌系：號族：3-n                        |                            |                |                |
| 五代內近親交配：北地舞人 4×4           |                            |                |                |

## 命名由來
名字Earnestly（アーネストリー）於英語中，帶有「認真地」、「鄭重地」等意思，香港則取其意，翻譯為「熱誠真摯」。

## 外部連結
- 熱誠真摯 netkeiba.com （页面存档备份，存于）
- 血統表 （页面存档备份，存于）